# برايان أنغولو
برايان أنغولو (بالإسبانية: Brayan Angulo)‏ (مواليد 2 نوفمبر 1989 في كالي - كولومبيا) لاعب كرة قدم كولومبي يلعب حاليًا لصالح لنادي تشياباس المكسيكي في مركز الظهير الأيسر .

## روابط خارجية
- برايان أنغولو على موقع قاعدة بيانات كرة القدم.إي يو (الإنجليزية)
- برايان أنغولو على موقع ناشيونال فوتبول تيمز (الإنجليزية)
- برايان أنغولو على موقع Soccerway.com (الإنجليزية)
- برايان أنغولو على موقع عالم كرة القدم.نت (الإنجليزية)
- برايان أنغولو على موقع كووورة